# Silverthorne
Ne doit pas être confondu avec Silverthorn.
Silverthorne est une ville américaine située dans le comté de Summit dans le Colorado.

## Démographie
Selon le recensement de 2010, Silverthorne compte 3 887 habitants. La municipalité s'étend sur 4,03 milles carrés (10,44 km2).
| 1970 | 1980 | 1990  | 2000  | 2010  | - |
| ---- | ---- | ----- | ----- | ----- | - |
| 400  | 989  | 1 768 | 3 196 | 3 887 | - |